# Apenas Amigos
Just Friends (bra/prt:Apenas Amigos) é uma comédia romântica de 2005 dirigida por Roger Kumble. A trama se concentra em um ex-aluno do ensino médio obeso (Reynolds) que tenta se libertar da zona de amigos depois de se reconectar com sua melhor amiga (Smart), por quem está apaixonado, enquanto visita sua cidade natal no Natal.
Em Portugal estreou nas salas de cinema em 30 de março de 2006 e no Brasil em 9 de junho. O filme foi filmado em Los Angeles e partes de Saskatchewan.[carece de fontes?]

## Elenco
- Ryan Reynolds como Chris Brander
- Amy Smart como Jamie Palamino
- Anna Faris como Samantha James
- Chris Klein como Dusty Lee Dinkleman
- Chris Marquette como Mike Brander
- Julie Hagerty como Carol Brander
- Stephen Root como KC
- Fred Ewanuick como Clark
- Amy Matysio como Darla
- Wendy Anderson como Sra. Palamino
- Barry Flatman como Sr. Palamino
- Maria Arcé como Athena
- Ty Olsson como Tim
- Todd Lewis como Kyle
- Ashley Scott como Janice
- Trenna Keating como Nancy

## Trilha sonora
1. "Catch My Disease" - Ben Lee
2. "Hackensack" - Fountains of Wayne
3. "Eyes" - Rogue Wave
4. "Forgiveness" - Samantha James
5. "Cold Hands (Warm Heart)" - Brendan Benson
6. "Big Winter" - Robbers on High Street
7. "Waiting on a Friend" - The Sights
8. "When It Comes Around" - Reed Foehl
9. "Into Your Arms" - The Lemonheads
10. "Christmas, Christmas" - 'Just Friends' Holiday Players
11. "Jamie Smiles" - Dusty 'Lee' Dinkleman"
12. "Love from Afar" - Samantha James
13. "Just Friends Score Medley" - Jeff Cardoni
14. "I Swear" - All-4-One

## Recepção
O público pesquisado pelo CinemaScore deu ao filme uma nota média de "B−" em uma escala de A+ a F.
No consenso do agregador de críticas Rotten Tomatoes diz: "Há momentos de alegria nesta comédia excessivamente ampla, mas principalmente, (...) não é tão engraçado". Na pontuação onde a equipe do site categoriza as opiniões da grande mídia e da mídia independente apenas como positivas ou negativas, o filme tem um índice de aprovação de 42% calculado com base em 109 comentários dos críticos. Por comparação, com as mesmas opiniões sendo calculadas usando uma média aritmética ponderada, a nota alcançada é 5,2/10.
Em outro agregador, o Metacritic, que calcula as notas das opiniões usando somente uma média aritmética ponderada de determinados veículos de comunicação em maior parte da grande mídia, tem uma pontuação de 47/100, alcançada com base em 28 avaliações da imprensa anexadas no site, com a indicação de "revisões  mistas ou neutras".